# Andrea Doria (1913)
«Андреа Доріа» (італ. Andrea Doria) — італійський лінійний корабель, головний у своєму типі, що входив до складу Королівських ВМС Італії за часи Першої та Другої світових воєн та у складі італійського флоту у післявоєнний час. Це був другий корабель італійського флоту під назвою «Андреа Доріа» на честь генуезького адмірала та державного діяча XVI століття Андреа Доріа; його попередником був пре-дредноут, спущений на воду у 1891 році.
Пре-дредноут не брав фактично участі у Першій світовій війні, і в 1920-х і 1930-х роках служив у Середземномор'ї. Його залучали до придушення повстанців у Фіуме та в інциденті на Корфу в 1920-х роках. Починаючи з 1937 року, «Андреа Доріа» розпочав масштабну модернізацію, яка тривала до 1940 року. В ході Другої світової війни виконував переважно другорядні завдання; йому було доручено супроводжувати конвої до Лівії протягом 1941 і 1942 років, під час яких він узяв участь у безрезультатній першій битві за Сирт. Після перемир'я у вересні 1943 року корабель був екстрадований на Мальту, де його інтернували союзники. На острові італійський лінкор залишався до 1944 року, коли йому дозволили повернутися до італійських портів. «Андреа Доріа» пережив війну і служив у післявоєнному флоті як навчальний корабель до 1956 року. У вересні він був виведений зі складу сил італійського флоту, а 1 листопада його офіційно виключили з військово-морського реєстру та продали на злам пізніше того ж року.

## Історія створення
«Андреа Доріа» був закладений 24 березня 1912 року на корабельні компанії La Spezia Arsenale у Ла-Спеції. 30 березня 1913 року він був спущений на воду, і 13 березня 1916 року введений до складу Королівського флоту Італії. Він був озброєний батареєю головного калібру з тринадцяти 305-мм (12,0 дюймів) гармат і мав максимальну швидкість 21 вузол (39 км/год).

## Історія служби

### Перша світова війна
Військово-морський флот Австро-Угорщини, який десятиліттями був основним суперником Італії, визнавався італійськими адміралами головним противником у ймовірному конфлікті. Бойовий флот Австро-Угорщини стояв у своїх гаванях навпроти вузького Адріатичного моря і не виходив звідти протягом усього конфлікту. Крім того, адмірал Паоло Таон ді Ревель, начальник штабу ВМС Італії, вважав, що австро-угорські підводні човни та мінні загороджувачі можуть надто ефективно діяти у вузьких водах Адріатики. Загроза від цієї підводної зброї для його головних кораблів вважалася надзвичайно серйозною, щоб він міг активно використовувати флот. Натомість Ревель вирішив здійснити блокаду на відносно безпечнішому південному кінці Адріатики за допомогою бойового флоту, тоді як менші судна, такі як катери MAS, здійснювали рейди на австро-угорські кораблі та портові об'єкти. Тим часом, лінійні кораблі Ревеля будуть збережені, щоб протистояти австро-угорському бойовому флоту у випадку, якщо він шукатиме вирішального бою.

### Міжвоєнний період
З листопада 1918 року «Андреа Доріа» базувався в Таранто. 10 листопада його відправили на Корфу, де він залишався до 19 лютого 1919 року. 1920 року більшість італійського флоту була тимчасово демобілізована, щоб забезпечити екіпажі для доставки колишніх німецьких військових кораблів, які були передані Італії за репараціями згідно з Версальським договором; «Андреа Доріа» був єдиним лінкором, який залишався на службі протягом цього періоду. У листопаді був підписаний Рапалльський договір з Королівством сербів, хорватів і словенців. «Андреа Доріа» був відправлений вивести повстанські сили Габріеле д'Аннунціо з Фіуме того місяця. 24 грудня він приєднався до атаки на Фіуме, а через два дні здійснив три залпи зі своїх 76-мм гармат по есмінцю «Есперо», який повстав і приєднався до д'Аннунціо, завдавши йому серйозних пошкоджень. Лінкор також обстріляв штаб д'Аннунціо і поранив його; 31 грудня він здався.
Під час інциденту на Корфу з Грецією 1923 року італійський флот, включаючи «Андреа Доріа», був розгорнутий для окупації острова Корфу. Після мирного врегулювання інциденту лінкор відвідав Іспанію й Португалію. За часи громадянських заворушень у Сирії «Андреа Доріа» вирушив до східного Середземного моря з ескадрою есмінців на випадок, якщо потрібно буде евакуювати громадян Італії. Кораблі залишалися на стоянці в Леросі до 12 грудня, до того часу заворушення в Сирії вщухлі. Наступні шість років лінкор виконував регулярні функції в мирний час, поки в серпні 1932 року не був відправлений до резерву у Таранто. У березні 1937 року на кораблі розпочали масштабну модернізацію та ремонт у Трієсті на корабельні Cantieri Riuniti dell'Adriatico.

### Друга світова війна
У 1939 році, коли в Європі почалася Друга світова війна, «Андреа Доріа» перебував на ремонті, роботи були завершені до жовтня 1940 року. 26 жовтня 1940 року лінкор повернувся до складу 5-ї дивізії Королівського флоту Італії з базуванням у Таранто. Він не постраждав під час британської атаки на Таранто в ніч з 11 на 12 листопада, і був переведений до Неаполя 12 листопада. На початку січня з новим лінкором «Вітторіо Венето» корабель вийшов у перший бойовий похід у відповідь на операцію «Іксес», комплексну серію британських конвоїв на Мальту. Італійські лінкори не змогли знайти британські конвої, тому повернулися в порт до 11 січня. 8 лютого «Андреа Доріа» знову здійснив бойовий похід разом з «Вітторіо Венето» та «Джуліо Чезаре» у відповідь на повідомлення розвідки про появу британського флоту у цьому районі. Вони пливли біля Сардинії, коли отримали повідомлення про те, що Королівський флот бомбардував Геную в ході операції «Грог»; італійські кораблі негайно повернули на північ, щоб перехопити британців, але не змогли знайти їх у густому тумані.
У грудні 1941 року «Андреа Доріа» очолив частину ескорту в операції M41, великого конвою з Італії до Бенгазі в Лівії. При супроводі конвою M42 17-19 грудня, «Андреа Доріа» брав участь у діях проти британських крейсерів і есмінців у Першій битві у затоці Сидра. Пізно ввечері 17 числа італійський флот під командуванням адмірала Анджело Якіно вступив у бій з британськими легкими силами. Однак обидві сторони діяли нерішуче, і до вирішальної сутички не дійшло. Під час бою есмінець «Кіплінг» зазнав певних пошкоджень внаслідок зіткнення, які часто приписували «Доріа», «Чезаре» або важкому крейсеру «Горіція». Операція M43 відбулася 3 січня 1942 року; «Андреа Доріа» знову забезпечив супровід трьох конвоїв до Лівії. Під час операції виникли механічні проблеми, і лінкору довелося раніше повернутися в порт. Протягом решти року корабель не брав участі у жодних діях, аж до перемир'я у вересні 1943 року у Кассіблі, внаслідок чого Італія вийшла з війни. 9 вересня 1943 року «Андреа Доріа» вийшов на інтернування на Мальту, де залишався до 8 червня 1944 року. Потім лінкор повернувся на Сицилію, і зрештою 14 березня 1945 року повернувся до Таранто.